# Svetlana Moskalets
Svetlana Vladimirovna Moskalets (ryska: Светлана Владимировна Москалеџ), född den 22 januari 1969, är en rysk före detta friidrottare som tävlade i mångkamp.
Moskalets främsta år som friidrottare var 1995 då hon inledde med att bli världsmästare inomhus i Barcelona i femkamp. Utomhus deltog hon vid VM i Göteborg där hon slutade på andra plats i sjukamp bakom Ghada Shouaa.
Hon deltog vid EM 1994 där hon blev femma och vid Olympiska sommarspelen 1996 där hon slutade på fjortonde plats.

## Personliga rekord
- Femkamp - 4 866 poäng
- Sjukamp - 6 598 poäng